# 부상략기

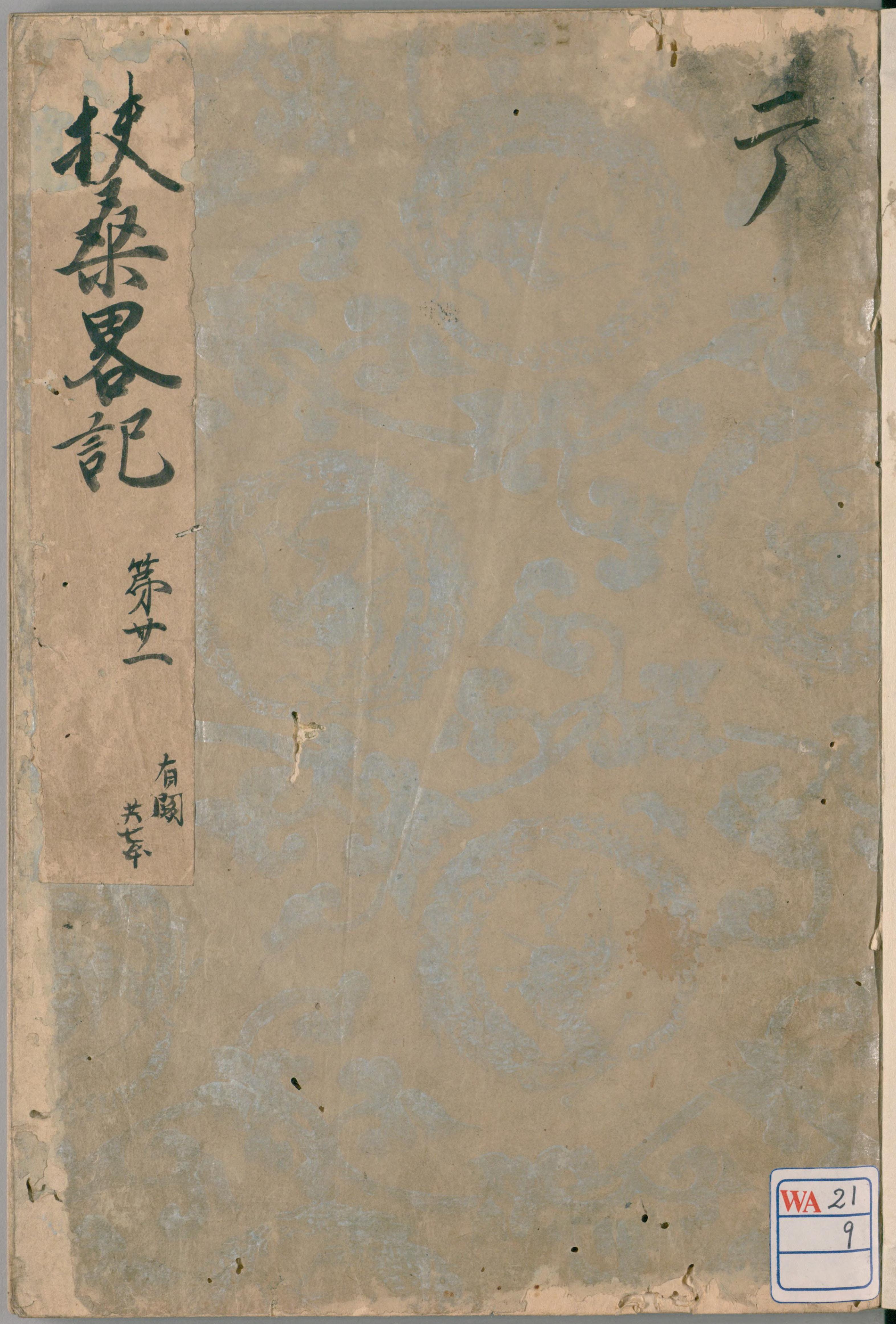
《부상략기》 권21

《부상략기》(扶桑略記)는, 일본 헤이안 시대(平安時代)의 사찬(私撰) 역사서이다. 일본의 불교문화사를 아우르는 총서이자, 육국사(六国史)의 초본(抄本)으로써의 역할을 맡아 후세의 지식인들에게 중시되었다.
간지(寛治) 8년(1094년) 이후의 호리카와 천황(堀河天皇)의 대에 히에이 산(比叡山)의 공덕원(功徳院)의 승려 고엔(皇円)이 편찬한 것으로 되어 있으나, 다른 설도 존재한다. 전30권으로 이루어져 있으며 그 중 권2 ~ 6, 권20 ~ 30의 16권과, 권1 및 권7 ~ 14의 초기(抄記)가 현존하고 있다.
내용은 진무 천황(神武天皇)에서 호리카와 천황 간지 8년(1094년) 3월 2일까지의 역사 기록으로, 제왕계도(帝王系図) 등을 기초로 일본과 중국의 연대를 수록하였으며 육국사나 《지가쿠 대사전》(慈覚大師伝) 등 고승의 전기 ・ 유기(流記) ・ 사찰 연기담 등 불교 관련 기사를 중심으로 하여 한문 편년체로 기록하였다.
다수의 전적(典籍)을 인용하고 있다는 것도 본서의 특징 가운데 하나로, 그 인용 서적 대부분은 현재 전하지 않고 있으며, 출처가 명기되지 않은 기사도 당시의 일기나 기록 등으로 여겨진다. 《하치만 우사 궁 어탁선집》(八幡宇佐宮御託宣集) ・ 《미즈카가미》(水鏡) ・ 《구칸쇼》(愚管抄) 등 가마쿠라 시대(鎌倉時代)의 역사서에도 드문드문 인용되었으며, 후세에 끼친 역사적 의미가 크다.
일본 야마나시 현 소재 시나노 젠코지(信濃善光寺)의 비불(秘佛)인 아미타삼존불에 대한 연기담인 「젠코지 연기」(善光寺縁起)에 관하여 최초로 기술한 문헌이기도 하다. 

## 같이 보기
- 신라구
- 《일본기략》
- 젠코지 연기